# ひゅうが飯

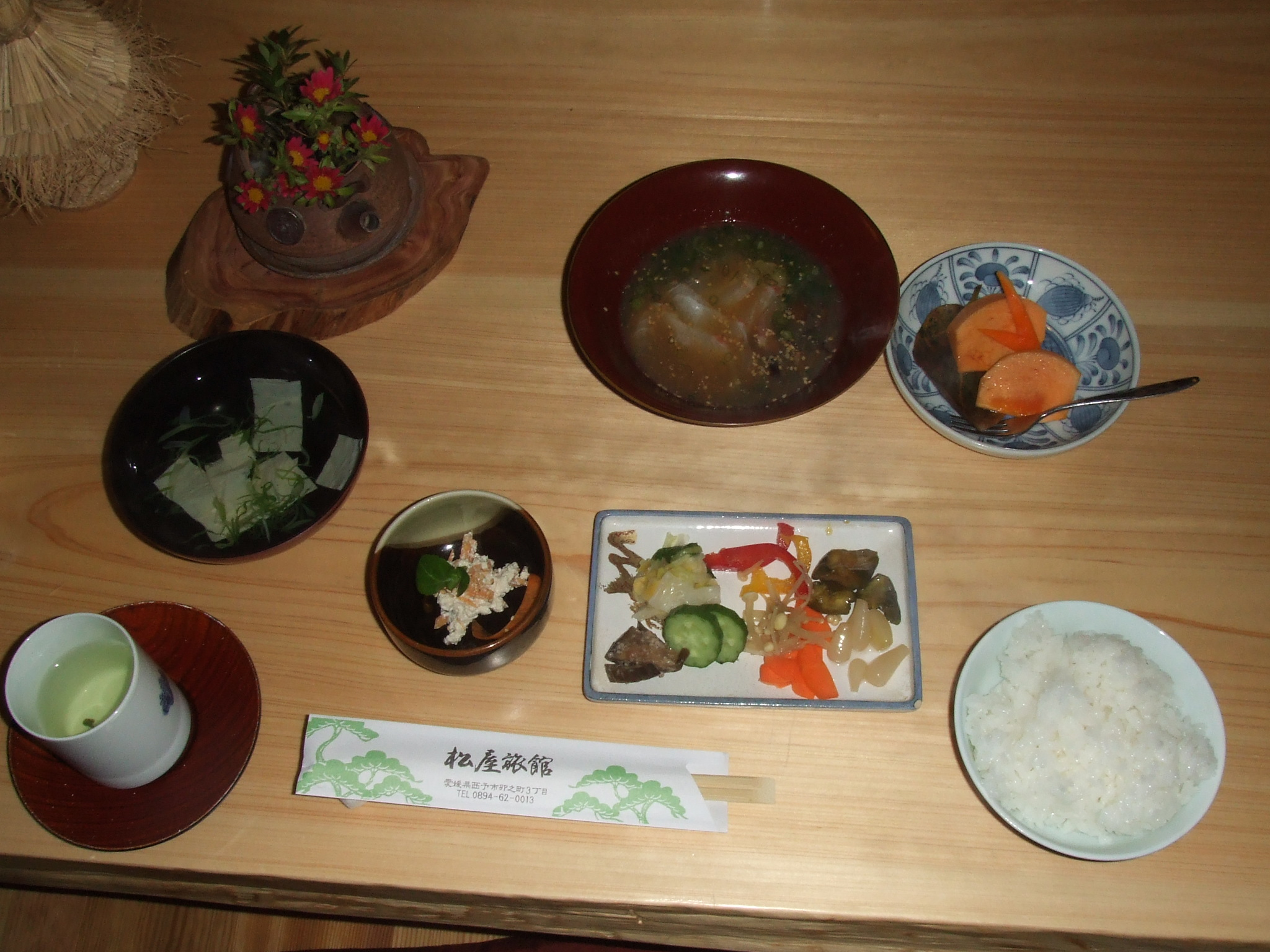
ひゅうが飯

ひゅうが飯（ひゅうがめし）とは、愛媛県南部の宇和島市や、西予市明浜町などでつくられる、新鮮な魚を用いた郷土料理である。

## 作りかた
新鮮な魚（アジなどがよく用いられる）を三枚におろし、刺身にする。炒った白ごまをすりつぶし、刻んだネギ、みじん切りにしたミカンの皮を、みりん、醤油、酒などを混ぜ合わせた調味料に浸けておく。卵をときほぐし、調味料と混ぜ、味をなじませた後、炊き立てのご飯の上にかけて、もみ海苔などを振って食べる。さらに、茶漬け風に熱いお茶をかける変型もある。
材料となる魚としては、アジが最も代表的で、そのほかイワシ、タイ、カツオ、マグロなどが用いられることもある。タイを用いたものは特に「宇和島鯛めし」と呼ばれ、農林水産省の郷土料理百選に選定されている。

## 由来
元々は宇和海の日振島に伝わっていた漁師料理とされる。房総地方のなめろうなどと同様に、船上で火を使わず、捕った魚を時間や手間をかけずに食べる料理として自然に編み出された。一説には平安時代、藤原純友の伊予水軍が発祥とも言われる。
今日では南予（愛媛県南部）の沿岸部各地で見られる。また、南予地域や一部松山市内の郷土料理店などで出される。
「日振」がなまって「ひゅうが」と呼ぶようになったといわれているが、日向国（宮崎県）から伝わったものという説もある。